# Айюб-бей ад-Дефтердар
Айюб-бей ад-Дефтердар, также Аййуб-бей ад-Дафтардар и Аюббей ад-Дафтардар (араб. أيوب بك الدفتردار‎; дата рождения неизвестна — 21 июля 1798 года) — мамлюкский военачальник, носивший после своего возвышения титул эмира. По свидетельству египетского летописца аль-Джабарти, Айюб-бей обладал хитрым и изворотливым характером, был способен на любой обман, но при этом интересовался культурной жизнью Египта и любил изображать себя в качестве покровителя богословского сословия. Погиб в сражении с вторгшимися в страну французскими войсками под командованием Наполеона Бонапарта.

## Биография

### До французского вторжения
Первоначально Айюб был одним из мамлюков могущественного Мухаммад-бея Абу-з-Захаба, фактического правителя Египта в 1772—1775 годах. После смерти своего господина сумел возвыситься, получив титул эмира.
Упоминается египетским летописцем Абдуррахманом аль-Джабарти среди мятежных эмиров Верхнего Египта, конфликтовавших со ставшим в 1786 году выборным главой мамлюкской иерархии Исма‛ил-беем и возвратившихся в Каир в июле 1791 года после смерти Исма‛ил-бея от эпидемии чумы.
Летом 1795 года жители одной из деревень провинции аш-Шаркийи-Бильбейс обратились к шейху аш-Шаркави с жалобой на Мухаммад-бея ал-Алфи, подчинённые которого потребовали от обитателей селения оплатить обложение, размер которого превышал финансовые возможности населения деревни. Взбешённый аш-Шаркави вернулся в Каир и направился к мечети ал-Азхар. Там он организовал собрание шейхов, на котором было принято решение закрыть двери святилища. Шейхи поступили аналогичным образом и на следующий день — закрыли двери мечети и остановили торговлю на базарах. На третий день они вместе со своими приближёнными и в сопровождении больших толп народа выдвинулись к дому шейха ас-Садат. Прибыв на место, шейхи укрылись в здании, а простолюдины окружили дом со стороны Баб ал-Биркат, чтобы быть в поле зрения одного из самых могущественных вождей мамлюков — Ибрахим-бея старшего. Оценив сложившуюся обстановку, Ибрахим-бей направил к собравшимся для переговоров Айюб-бея ад-Дефтердара.
Айюб-бей поприветствовал шейхов и спросил, чего же они желают добиться. Шейхи ответили, что они добиваются восстановления справедливости и законности, ограничения произвола мамлюков, а также отмены несправедливо введённых поборов и обложений. Выслушав собравшихся, Айюб-бей парировал, что выполнить эти требования невозможно, так как мамлюки вынуждены вводить новые поборы из-за финансовых затруднений. В ответ на его слова шейхи возразили, что им непонятны непомерные траты и чрезмерно завышенные запросы беев: «Тот эмир не эмир, который склонен лишь получать, а не давать». Тогда Айюб-бей пообещал сообщить о требованиях шейхов Ибрахим-бею и уехал, но с ответом так и не вернулся.
Вспыхнувший конфликт впоследствии был благополучно разрешён — эмиры обязались отменить введённые ими повышенные обложения (за исключением тех средств, которые взымались диваном Булака) и запретить своим подчинённым притеснять жителей Египта.
Айюб-бей также принимал участие в культурной жизни эялета. В 1753 году в Египет из Та’ифа прибыл шейх Мухаммад Муртада ал-Хусайни аз-Зубайди, ханифит, генеалог, правовед-хадисовед, языковед, грамматист, поэт и прозаик. Благодаря своей богословской и просветительской деятельности шейху Муртада удалось добиться признания среди представителей различных слоёв египетского общества, не исключая также таких высокопоставленных и состоятельных эмиров, как Айюб-бей ад-Дефтердар и Мустафа-бей ал-Искандарани. Эмиры наносили ему визиты вежливости, посещали его занятия, подносили щедрые дары.
Около 1781—1782 годов (или в 1196 году по мусульманскому календарю) скончалась жена Мухаммада Муртада, смерть которой он воспринял крайне болезненно. После заключения повторного брака шейх Муртада, находившийся в зените славы, прекратил общение со своими друзьями, оставил занятия и закрылся в своём доме. Однажды в рамадане Айюб-бей ад-Дефтердар прислал ему со своим сыном обильные подношения (пятьдесят ардаббов пшеницы, хамл риса, мёд, животное и растительное масло, кипы индийской ткани и сукна на одежду, пятьсот реалов деньгами и прочее), но Мухаммад Муртада отверг подарки эмира и вернул их.

### Характер
По признанию аль-Джабарти, Айюб-бей отличался хитростью, изворотливостью, был способен на любой обман, но при этом постоянно притворялся борцом за справедливость, покровителем шарифов и улемов.
Мамлюкский военачальник интересовался событиями прошлого, любил общаться на исторические темы. Он также скупал рукописи Корана и различные книги, регулярно молился в мечети.
Айюб-бей умел быть жёстким и отстаивать свои интересы, но и прошения обращавшихся к нему людей, по словам лично знавшего его аль-Джабарти, «удовлетворял с благородством и строгостью».
По свидетельству летописца, жизнь мамлюкского предводителя омрачал геморрой, приносивший эмиру сильные страдания.
Почти за два месяца до вторжения французских войск под предводительством Наполеона Бонапарта в Египет Айюб-бей поведал аль-Джабарти о посетившем его сновидении, в котором предсказывалось появление французов на египетской земле и его собственная гибель в сражении с ними.

### В сражении с французами
Французские войска высадились в Египте в ночь на 2 июля 1798 года и впоследствии выступили в поход на Каир. 13 июля они нанесли поражение войску мамлюкских беев в сражении у Шубрахита, после чего продолжили наступление на столицу Египта. За два дня до появления европейцев у Эмбаба, места будущей битвы, Айюб-бей переправился со своими мамлюками на западный берег Нила и принялся говорить: «Я приношу себя в жертву ради Аллаха».
Когда 21 июля завязалось сражение между французским экспедиционным корпусом и мамлюкской конницей, Айюб-бей надел оружие, совершил омовение и два рак‛ата, после чего подъехал к своим мамлюкам и воскликнул: «Боже! Я собираюсь вести ради тебя священную войну».
В полдень отряд мамлюков выдвинулся в сторону Баштила — селения, находившегося рядом с Эмбаба. Встретив по пути следования авангард французской армии, всадники бросились в атаку. В ответ французы открыли по конникам непрерывный ружейный огонь. Несмотря на это, Айюб-бей смело устремился на французское каре и в тот же день пал на поле боя.
Помимо Айюб-бея, в этой атаке также нашли свою смерть ‛Абдаллах Кашиф ал-Джарф, множество кашифов Мухаммад-бея ал-Алфи и их мамлюков. Остатки разбитого конного отряда преследовали французские войска под командованием генерала Дезе.

## Память
Шейх аль-Азхара Халил ал-Мунайир, египетский богослов и поэт, живший в конце XVIII — начале XIX веков, посвятил мамлюкам отдельную поэму (элегию), среди действующих лиц которой нашлось место и Айюб-бею. В своём произведении поэт восхваляет страстность и решимость мамлюкского военачальника, его готовность отречься от земной жизни и пожертвовать собой во имя «священной войны».
При описании деяний Айюб-бея ал-Мунайир применил традиционный суфийский образ — прекрасная гурия предстаёт перед глазами воителя и говорит ему: «Скачи навстречу счастью во весь опор, ведь я — жизнь», и внявший её призыву отважный мамлюк устремляется навстречу французам и гибнет, сражаясь за исламскую веру. Таким образом, по суфийским представлениям, ему предоставилась возможность узреть бесподобный лик божества.
Ал-Мунайир заканчивает своё повествование о мамлюкском предводителе в следующих выражениях:
Он сражался с врагом до тех пор, пока не закатилась его звезда и свет её не исчез за горизонтом.
Он умер как мученик — человек с чистой и высокой верой, омытый кровью битвы, а не утонувший в воде.
Так скрытый драгоценный камень отделился от ракушки. Он ушёл во всём драгоценном блеске.
В его предвидении было указание на отступление мамлюков. Они отступили, продав бессмертие по частям.

## Комментарии
1. ↑  Ардабб — мера сыпучих тел, равная 187,75 л.
2. ↑  Хамл — мера веса, равная 249,6 кг.
3. ↑  Здесь поэт прозрачно намекает на эмира Ибрахим-бея ал-Вали (младшего), приближённого и зятя влиятельного Ибрахим-бея старшего. В отличие от павшего на поле боя Айюб-бея Ибрахим-бей младший при виде разгрома мамлюкской конницы обратился в бегство и утонул в Ниле, пытаясь переплыть на другой берег. Его тело так никогда и не было найдено.